# Isperih
Isperih (en búlgaro: Исперих) es una ciudad de Bulgaria en la provincia de Razgrad.

## Geografía
Se encuentra a una altitud de 269 m s. n. m. a 366 km de la capital nacional, Sofía.

## Demografía
Según estimación 2012 contaba con una población de 9 314 habitantes.
|         | 2004  | 2005  | 2006  | 2007  | 2008  | 2009  | 2010  | 2011  |
| Mujeres | 4 979 | 4 948 | 4 905 | 4 837 | 4 731 | 4 662 | 4 582 | 4 544 |
| Varones | 4 635 | 4 588 | 4 553 | 4 468 | 4 425 | 4 355 | 4 247 | 4 320 |
| Total   | 9 614 | 9 536 | 9 458 | 9 305 | 9 156 | 9017  | 8829  | 8864  |